# Petrus Phalesius
Pierre Phalèse, ook Petrus, Peeter of Pieter Phalesius of Ned. Pieter van der Phaliezen (ca. 1510 - 1573) was een muziekuitgever en -drukker uit de Zuidelijke Nederlanden. Componist is hij waarschijnlijk nooit geweest, al associeert men de anonieme dansen die hij in de jaren 1570 uitgeeft meestal wel met hem als componist.

## Leven en werk
Phalesius begon met een boekhandel en uitgeverij in Leuven in 1545. Van dan tot in 1549 verschijnen zes bundels met luittabulaturen, in het Latijn of in het Frans (soms in twee edities, in elke taal één). Het betreft preludes, fantasia's, dansen of bewerkingen van motetten en Franse, Nederlandse, Spaanse en Italiaanse liederen.
De eerste bundel van 1545, gedrukt door Jacob Baethen, is:
- Des chansons reduictz en tabulature de lut à deux, trois et quatre parties [...] Livre premier

In 1546 verschijnt:
- Carminum quae chely vel testudine canuntur, trium, quatuor, et quinque partium [...] liber secundus (het tweede boek met drie-, vier- of vijfstemmige liederen gezongen met lier of luit).

In 1551 begon hij met de uitgave van kwalitatief hoogstaande partituren met beweegbare letters.

Het aantal muziekpublicaties op naam van het drukkershuis Phalesius en de bekendmaking van lokale én internationale componisten via deze drukken is indrukwekkend. Phalesius' fonds bestond overigens in niet geringe mate uit piraatdrukken. Zijn 'catalogus' bevat onder meer missen, motetten, magnificats, luit- en citertabulaturen en chansons van componisten die voor het merendeel uit de Nederlanden afkomstig waren, zoals Orlando di Lasso en Cypriano de Rore. Phalesius was de eerste die chansons uitgaf van de jonge beloftevolle componist Claude Le Jeune, die toen een twintiger was.

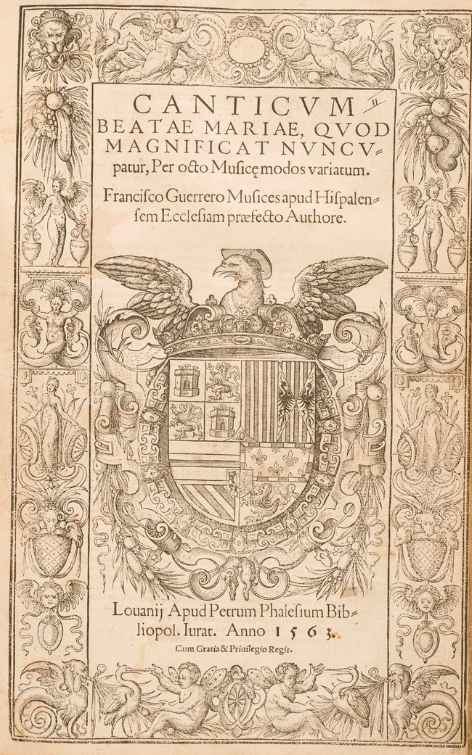
Titelpagina van de Canticum Beatae Mariae (1563). Dit koorboek werd door de Vlaamse overheid tot topstuk uitgeroepen door de goede staat en typografie. Het werk wordt bewaard door KU Leuven Bibliotheken Bijzondere Collecties.

Tot Phalesius' meest opmerkelijke uitgaven van vocale muziek behoort zeker de vermaarde:
- Canticum Beatae Mariae (1563)

Dat koorboek bevat acht magnificats van de Spaanse polyfonist Francisco Guerrero.
- Septiesme livre des chansons a quatre parties

Daarvan verschijnt de vierde herziene en uitgebreide druk in 1567 en het bevat vierstemmige liederen van onder meer Pierre Cadéac, Pierre Certon, Claudin de Sermisy en, naast een anoniem Nederlands lied, ook een van Jacobus Clemens non Papa in die taal. Deze bundel werd regelmatig opnieuw uitgegeven - ook door zijn erven - en dit tot het eind van de 17e eeuw, aangevuld met ander werk en met weglating van oudere stukken, terwijl die al die tijd de nummering als zevende bundel in een reeks blijft behouden, hoewel de andere delen niet meer werden heruitgegeven.
In 1570 gaat hij een samenwerkingsverband aan met de Antwerpse drukker Jean Bellére (of Jan Bellerus) en publiceert hij heel wat vocale werken. In dat jaar brengt hij het koorboek Praestantissimorum divinae musices auctorum missae decem uit. Dat beslaat 192 folio's en is daarmee zijn lijvigste en laatste koorboek. Het bestaat uit composities van verschillende Vlaamse polyfonisten voor de kerkelijke mis. Een convoluut met Praestantissimorum divinae musices en de Canticum Beatae Mariae van Phalesius is uitstekend bewaard gebleven. Beide koorboeken behoren wat typografie betreft tot het beste werk dat Phalesius in Leuven uitgaf. De Vlaamse overheid riep het convoluut dan ook uit tot topstuk.
Drie bijzondere bundels uit 1571 zijn:
1. Liber musicus, duarum vocum cantiones, tum latinas tum gallicas atque teutonicas [...] (er zijn ook 3 tweestemmige Nederlandse liederen in opgenomen van Jan Verdonck en 4 van anoniemen)
2. Theatrum musicum (een instrumentale bundel, met luittabulaturen van verschillende componisten, onder wie Neusidler.)
3. Liber primus leviorum carminum (dansmuziek; voor de samenstelling ervan heeft Phalesius klaarblijkelijk ruim uit materiaal van andere uitgevers geput, onder meer uit Tielman Susato's dansbundel uit 1551)

In 1572 geeft hij ook uit:
- Een Duijtsch musijck boeck

Het betreft een bloemlezing met Nederlandse liederen van, naast een aantal anoniemen, Jacobus Clemens non Papa, Ludovicus Episcopius, Lupus Hellinck, Servaes van der Muelen, Theodor Evertz, Jan Wintelroy, Petit Jean de Latre, Jan Belle (één lied van Joannes Zacheus ?), Gerardus van Turnhout, Jan van Turnhout en Adrianus Scockart.
In 1573 verschijnt:
- Modulorum aliquot [...] liber unus

Het bevat voornamelijke Nederlandse liederen, alle van Jacobus Florii en het is de laatste bundel met Nederlandse liederen die Phalesius uitgeeft.
Pas in 1581 verhuist de zoon van Phalesius zijn zaak naar Antwerpen. Tot 50 % van Phalesius' uitgaven zijn herdrukken waaronder van werk van andere uitgevers. Na zijn overlijden zetten twee dochters van de zoon het bedrijf voort. Zij geven werken uit onder de noemer "de erfgenamen van Phalesius". Magdalena (circa 1586 - circa 1652) en Maria (circa 1589 - circa 1674) voeren tot 1673 het bewind; het blijft een gespecialiseerde muziekuitgeverij en -drukkerij, waar bovendien veel Italiaans materiaal herdrukken beleeft, de belangrijkste in de Zuidelijke Nederlanden.
In 1583 verschijnt:
- Chorearum Molliorum Collectanea (Het Antwerpse Dansboek).

## De typografie van Phalesius
Dit zijn enkele pagina's uit het koorboek Canticum Beatae Mariae (1563), die een voorbeeld geven van Phalesius' unieke typografie.

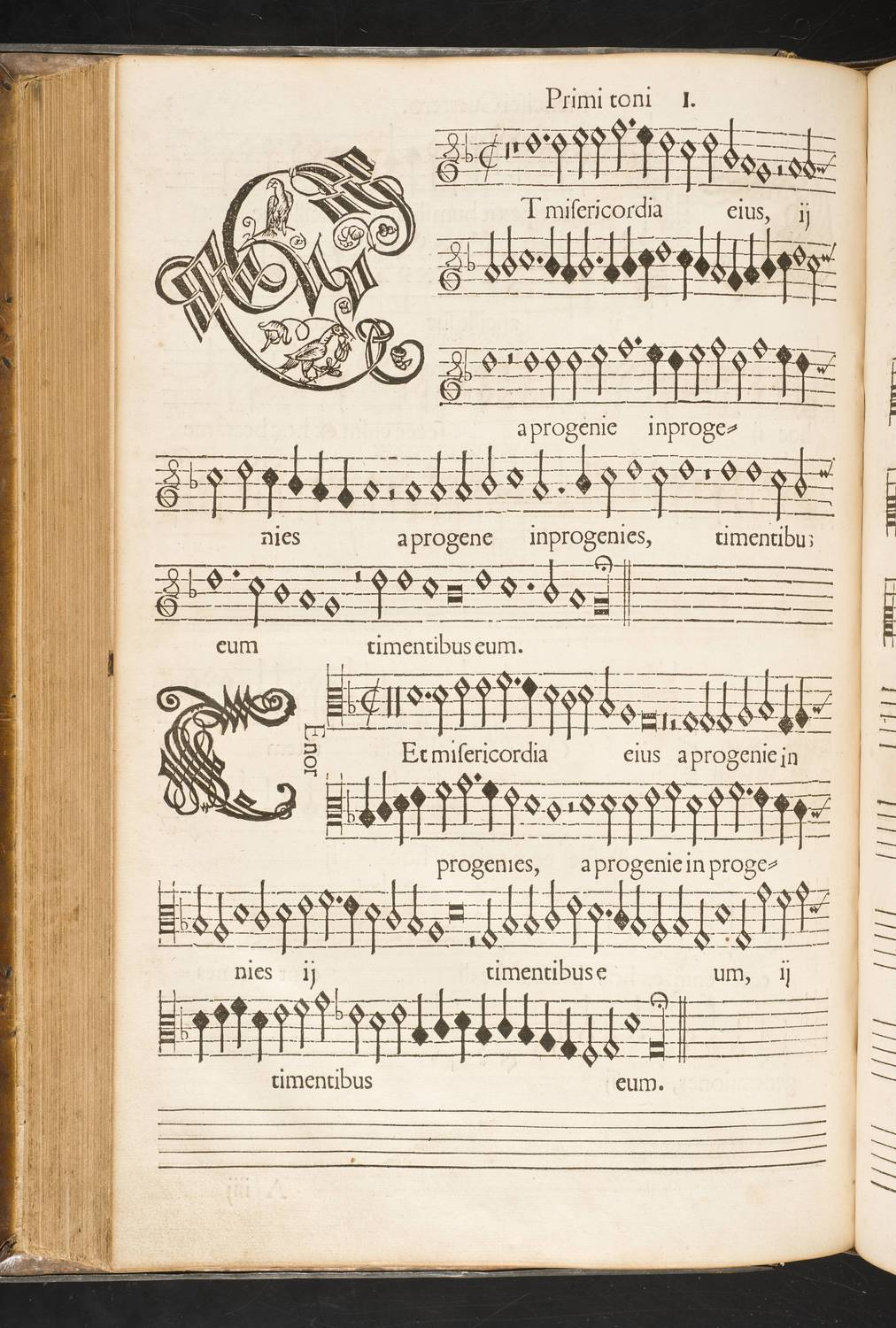
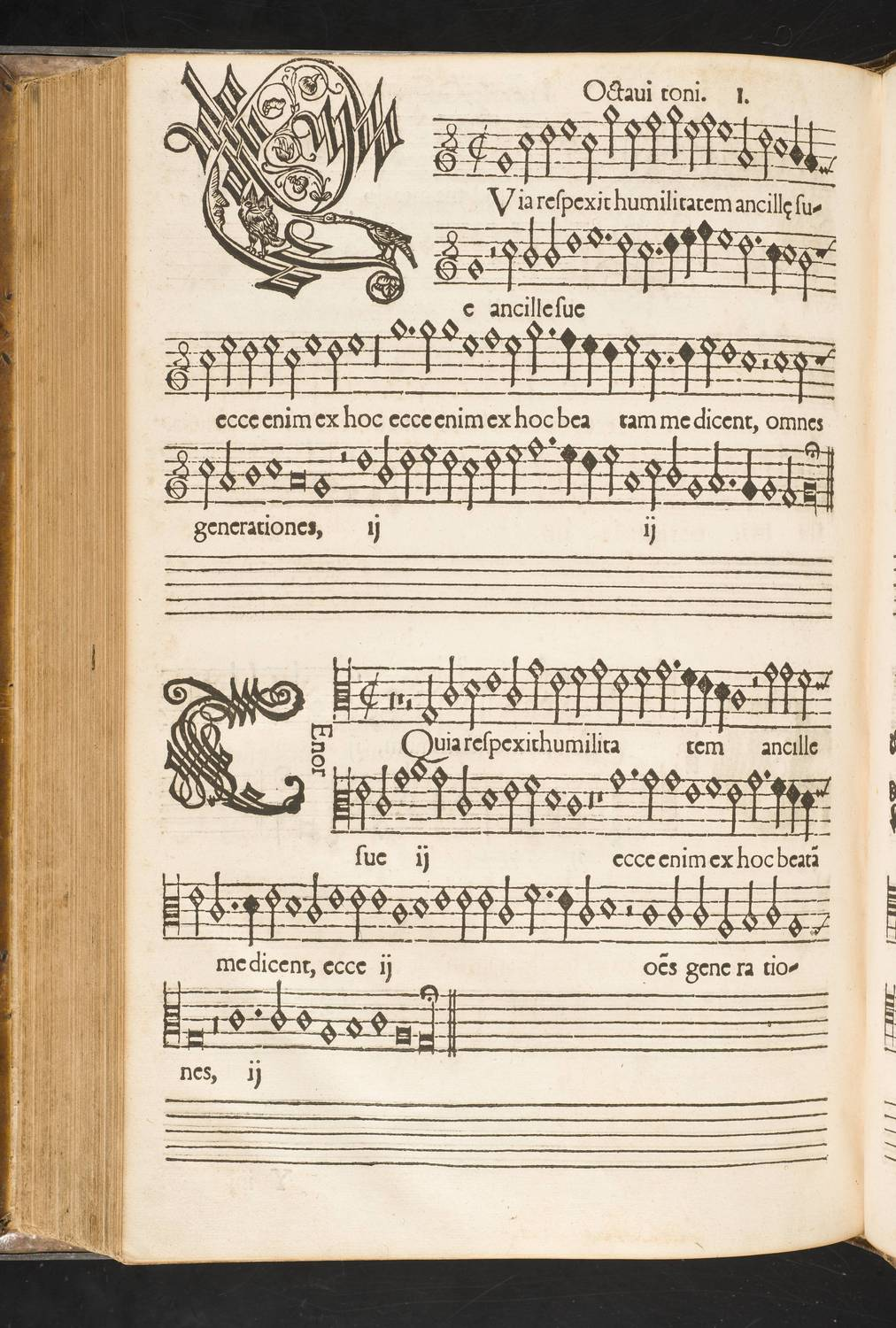
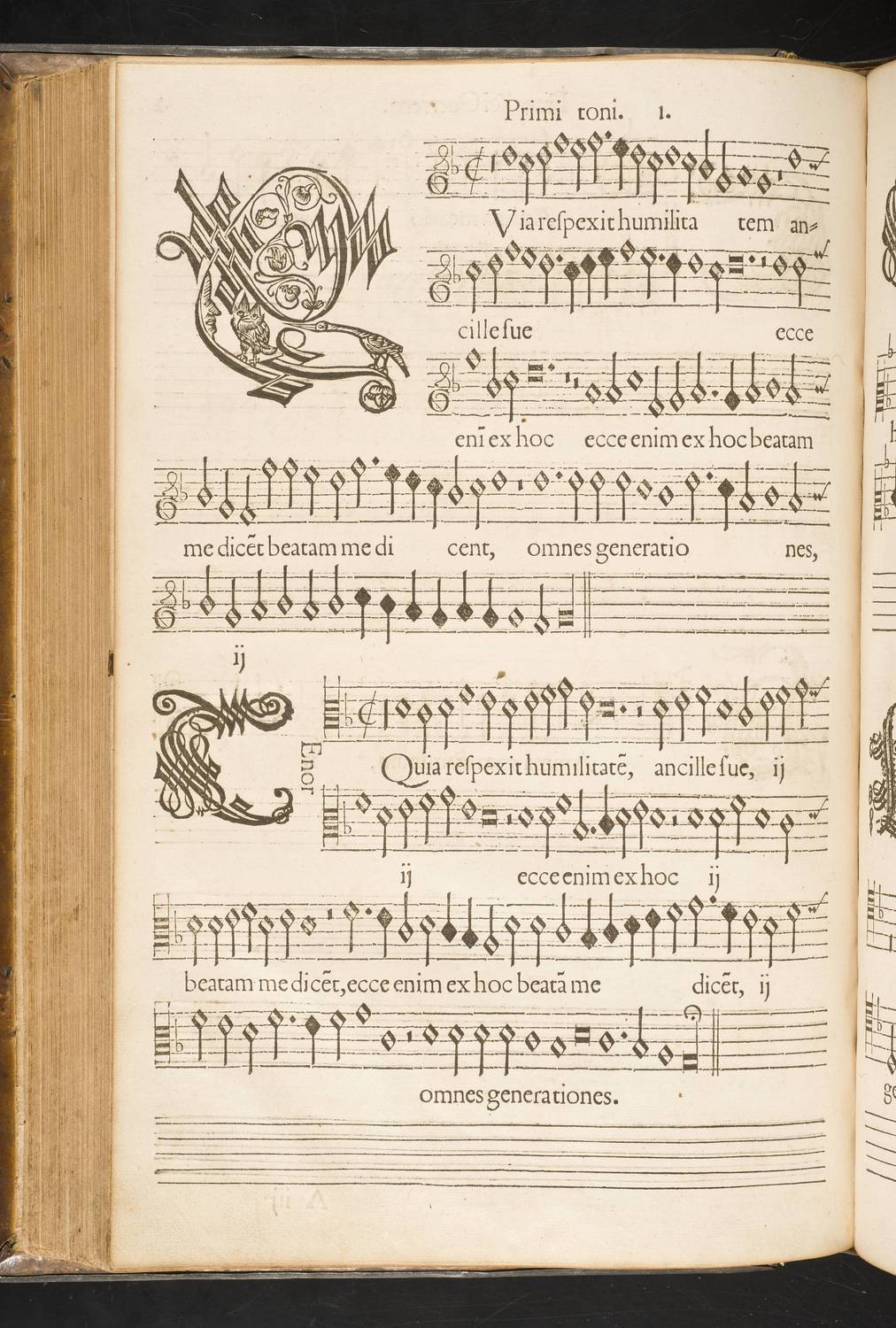
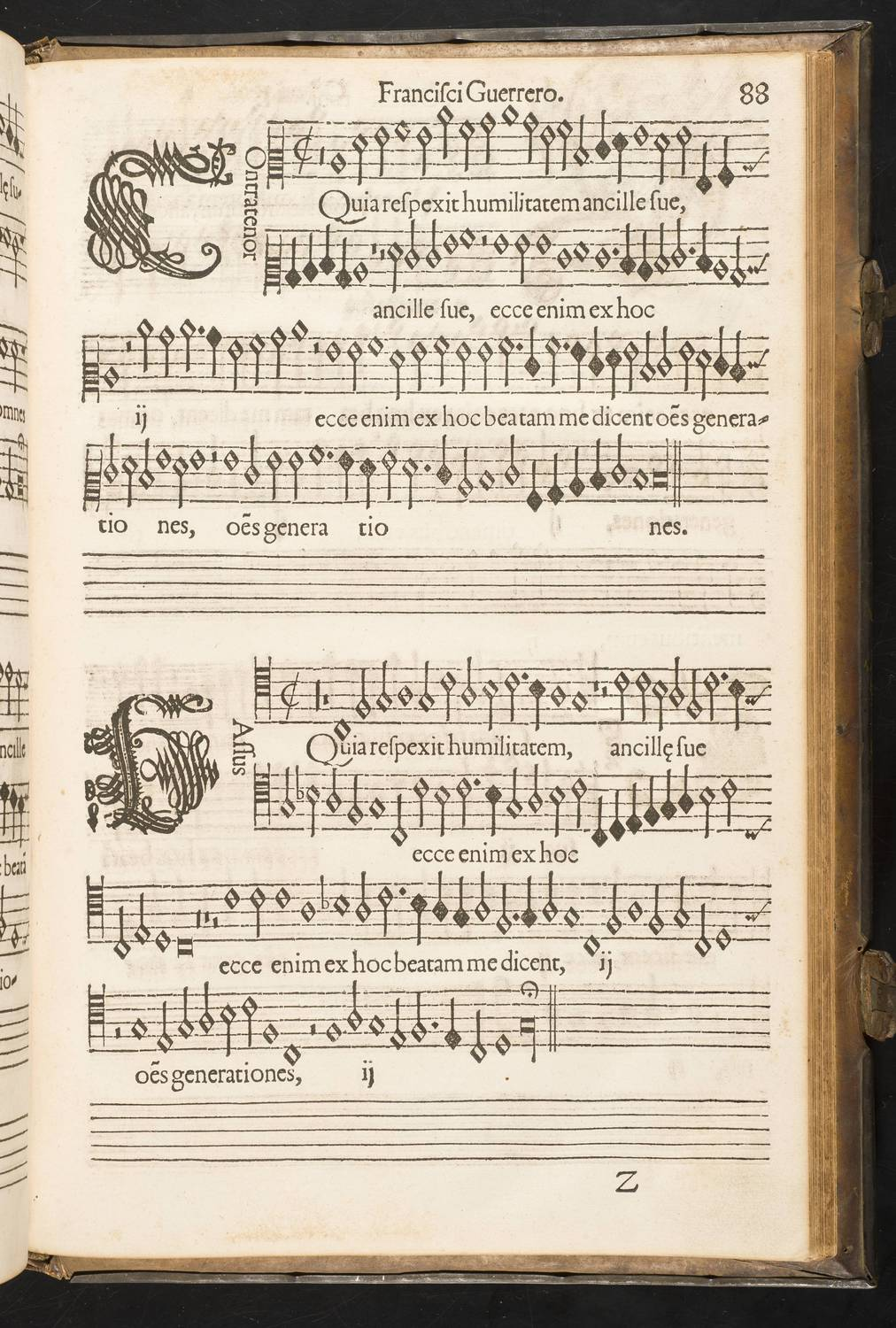